# Jessie Payne

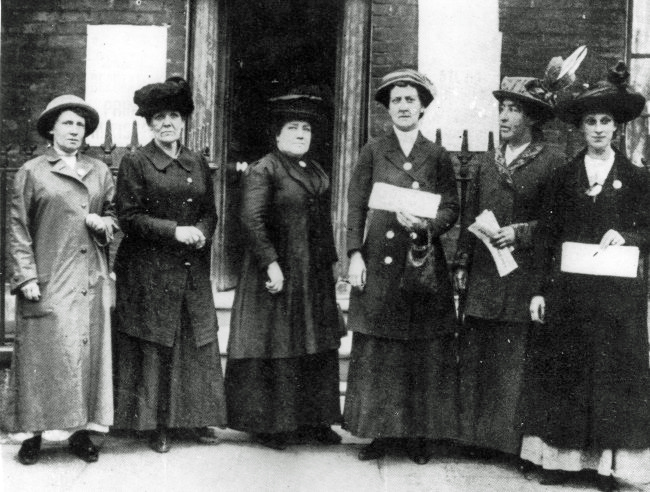
Deputation der East London Federation of Suffragettes zu Premierminister H. H. Asquith (Payne zweite von links), 20. Juni 1914

Jessie Payne, geborene Avery (* 1864 in Bethnal Green, London; † 1933 im East End, London) war eine englisch-britische Suffragette.

## Leben
Payne und ihre Schwester wuchsen bei ihren Großeltern mütterlicherseits auf, die beide Schuhmacher waren, da ihre Mutter, die einige Zeit im Arbeitshaus verbracht hatte, nach dem Tod ihres Vaters wieder geheiratet hatte. Sie lernte bei ihren Großeltern bereits in frühem Alter, Schuhe zu nähen. Payne war Mitglied der Heilsarmee in Bow.
Payne heiratete am 11. Oktober 1884 Jim Payne, und beide arbeiteten als Schumacher und führten ein eigenes Geschäft von zu Hause aus. Gemeinsam hatten sie zwei Kinder, von denen eines bei der Geburt starb; das andere, eine Tochter, war schwer behindert und starb 1912 im Alter von 27 Jahren. Bei der Volkszählung von 1911 wohnten James und Jessie Payne in sechs Räumen in der Ford Road 28 in Bow, zusammen mit ihrer Tochter, die ebenfalls Jessie hieß und als „schwachsinnig“ registriert wurde.
Payne war eine frühe Rekrutin und engagiertes Mitglied der East London Federation of Suffragettes (ELFS), einer sozialistischen Suffragetten-Organisation, die von Sylvia Pankhurst ins Leben gerufen wurde, nachdem sie von ihrer Schwester Christabel Pankhurst und der Women’s Social and Political Union (WSPU) getrennt hatte.
Im Juli 1913 wurde Sylvia Pankhurst, die nach ihrem Hungerstreik auf Bewährung aus dem Gefängnis geschwächt und krank entlassen worden war, in das heute nicht mehr stehende Haus der Paynes in der Ford Road gebracht. Die Straße wurde 1897 als „sehr arm“ registriert, mit einer Mischung aus Geschäften und Häusern und dem Lord Morpeth Pub in der Nähe. Pankhurst wohnte dort ein Jahr lang und beschrieb das Haus und die Straße in einem Artikel, den sie für den Daily Herald schrieb, A Prisoner of Bow. Über das Ehepaar Payne schrieb sie „they were the kindest of kind people“. Pankhurst beschreibt auch in der ELFS-Zeitschrift Women’s Dreadnought, wie sie im November 1913 eine Rede vom Fenster des Hauses aus hielt.
1914 war Sylvia Pankhurst fest entschlossen, Premierminister H. H. Asquith auf die Meinung von Arbeiterfrauen zum Frauenwahlrecht aufmerksam zu machen. In ganz East London wurden Versammlungen abgehalten, um eine Delegation zu wählen; Jessie Payne wurde ausgewählt. Asquith lehnte jedoch ab die Frauen zu empfangen, und Pankhurst wurde auf dem anschließenden Marsch zur Downing Street verhaftet. Nach ihrer Freilassung am 18. Juni wurde Pankhurst, die nicht mehr gehen konnte, zu den Houses of Parliament getragen, wo sie ihre Absicht erklärte, zu hungern und zu verdursten, bis die Delegation empfangen würde. Asquith lenkte schließlich ein.
Die Abordnung von sechs Frauen am 20. Juni 1914 wurde von Julia Scurr geleitet und beinhaltete neben Payne auch noch Daisy Parsons. Sie schilderten Asquith ihre Erfahrungen mit dem Leben der Frauen in East London und was das Wahlrecht für sie bedeutete. Payne ergriff als letzte das Wort. Sie sprach sich für das Wahlrecht für alle aus, verwies auf die Ungerechtigkeit, dass Frauen kein Mitspracherecht bei der Gesetzgebung hätten, obwohl sie im Haushalt eine zentrale Rolle spielten, und sprach besonders gegen die Mental Deficiency Bill, die aus ihrer Sicht von Leuten verabschiedet würde, die keine Erfahrung mit der Betreuung psychisch Kranker hätten und deren Bedürfnisse nicht verstehen würden, weil sie die Kinder von den Eltern zu trennen und in Anstalten zu verbringen plante. Payne berichtete, dass sie und ihr Mann gezwungen gewesen wären, ihre kleine Tochter in ein Arbeitshaus zu bringen, nachdem diese unzurechnungsfähig geworden war. Als sie dann das Arbeitshaus besucht habe und den Pflegestandard in Frage stellte, wurde ihr von einem Arzt gesagt, dass eine Mutter kein Mitspracherecht habe und nur der Vater etwas ändern könne. Asquith schien berührt zu sein und deutete an, dass eine Abstimmung über Frauenrechte möglich sei. Die Deputation wurde als Erfolg gewertet, obwohl Asquith sein Versprechen nicht einhielt. Payne gehörte noch zu einer anderen Delegation, die im Herbst 1914 den Präsidenten des Board of Trade aufsuchte, um sich für Lebensmittelkontrollen einzusetzen.
Anfang 1914 suchten Norah Smyth und Sylvia Pankhurst nach neuen Räumlichkeiten für das Hauptquartier der ELFS und zogen in 400 Old Ford Road, Bow, ein. Es war ein großes Haus mit zwei Fassadenseiten (früher eine Mission) und einem angebauten Saal (früher eine kleine Kapelle). Letztere wurde von den ELFS-Mitgliedern und den Männern der Rebels Social and Political Union (RSPU) in einen Women's Hall umgewandelt, um Räumlichkeiten für eine Kinderkrippe und ein preisgünstiges Restaurant zu schaffen. Am 5. Mai 1914 wurde die Eröffnung der Women's Hall gefeiert, und die Paynes zogen in das Haus ein, um dort als Hausmeister zu leben. Von hier aus spielte Payne eine zentrale Rolle bei der Verteilung von Almosen. Während des Ersten Weltkriegs initiierte sie eine ELFS-Kampagne, um Babys aus verarmten Familien mit Milch zu versorgen, nachdem sie einen Ansturm von Müttern mit unterernährten und hungernden Babys beobachtet hatte. Das Ehepaar Payne gab seine Schuhmacher-Fertigkeiten auch in einer von der ELFS genossenschaftlich betriebenen Werkstatt weiter.
Nach der Schließung der Women's Hall (1924) lebten die Paynes in verschiedenen Häusern im East End und starben in den 1930er Jahren im Abstand von zwei Jahren.